# 背風角機場
背風角機場（Leeward Point Field），也称为背風機場（Leeward Airfield），是位于古巴關塔那摩灣海軍基地的美国军用机场 。 

## 設施
机场位於海拔56英尺（17米），高于海平面。它有一条方向为10/28的跑道，柏油面积为8,000英尺 × 200英尺（2,438米 × 61米）。

## 事件
- 美国国际航空808号航班（英语：American International Airways Flight 808）：1993年8月13日，执飞美国国际航空808号航班的DC-8-61货机在降落背風角機場过程中坠毁，所幸机上3名机组人员均幸存。